# Étienne Jeaurat
Étienne Jeaurat (9. února 1699, Paříž, Francie – 4. prosince 1789, Versailles) byl francouzský malíř, zástupce akademického klasicismu.

## Život
Byl žákem Nicolase Vleughelse, který ho vzal roku 1724 do Říma. V roce 1733 byl zvolen do Akademie, roku 1767 byl jmenován „strážcem obrazů“ ve Versailles. Nejprve maloval mytologické a historické obrazy, poté se přiklonil k dobovým scénám jako např. Uzdravující se žena (1744). Jeho žánrová díla připomínají částečně Jeana-Baptistu Siméona Chardina.

## Dílo
- Aristote et Campaspe, Musée des beaux-arts de Dijon
- Bain de femmes, Musée de Bordeaux
- Bain de femmes, Musée des beaux-arts de Bordeaux
- Étienne Aubry, 1771
- Jeu de paume dans une prairie, Musée des Ursulines de Mâcon
- Jeune dessinateur, Musée du Louvre
- La Conduite des filles de joie à la Salpêtrière, 1745, Musée Carnavalet
- Le poète Piron à table avec ses amis Vadé et Collé, Musée du Louvre